# Mikołaj Chopin
Mikołaj Chopin (tiếng Pháp: Nicolas Chopin) là giáo viên người Ba Lan gốc Pháp. Ông chính là cha của nhà soạn nhạc thiên tài Frédéric Chopin. Ông làm gia sư day tiếng Pháp cho các gia đình giàu có ở Warszawa, thủ đô của Ba Lan. Sau đó, ông trở thành giáo viên của trường Lyceum, ngôi trường mà chính con ông học tập. Ông là một người đàn ông thông minh.